# Discographie de Violadores del Verso
Cet article présente la discographie détaillée de Violadores del Verso.

## Violadores del verso (1998)
1. Un gran plan
2. Moved el ano
3. Virtuosos
4. Manejo sexxxy
5. MC
6. Un gran plan (remix) (avec Fran FueTheFirst)

## Violadores del Verso presentan a Kase-O en: Mierda (1998)
1. Mierda (9:53)
2. Ballantines (5:18)
3. Mierda Instrumental (9:51)
4. Ballantines Instrumental (5:45)

## Genios (1999)
Premier album de Violadores del Verso.
1. Introducción: de norte a sur
2. Máximo exponente
3. No esperaban menos
4. A solas con un ritmo Kase.O
5. Doble V
6. Bboy J
7. El rey de las cantinas
8. Prestigio intocable
9. Solo quedar consuelo (avec Jeru the Damaja)
10. Rebel – La carta más alta (Mísero)
11. Intro 69
12. A solas con un ritmo Sho-Hai
13. Yo tengo el funk
14. A solas con un ritmo Líriko
15. Ballantains (remezcla toke international)
16. No paséis por alto a los genios

## Atrás (2001)
1. Atrás
2. Rap solo universidad
3. Nadie lo haze
4. Atrás (Instrumental)
5. Rap solo universidad (instrumental)
6. Nadie lo haze (instrumental)

## Violadores del verso + Kase.O mierda (2001)
1. Un gran plan 5:30
2. Moved el ano 6:55
3. Virtuosos 6:00
4. Manejo sexxxy 6:21
5. MC 5:28
6. Un gran plan (remix) 7:29
7. Mierda 9:49
8. Balantains 5:15
9. Mierda (instrumental) 9:48
10. Balantains (instrumental) 5:44

## Vicios y virtudes (2001)
Deuxième album de Violadores del Verso.
1. Intro
2. Vicios y virtudes
3. Marrones, morenas, coronas
4. Trae ese ron
5. No es ningún trofeo
6. Tú y tus historias
7. No pasa nada (avec Supernafamacho)
8. Modestia aparte
9. Ninguna chavala tiene dueño / Porque ella lo dijo
10. Cerdo agridulce
11. Que te importan todos Los demás
12. Suizaragoza
13. Capricornio
14. Por honor (avec Mr. Rango)
15. La ciudad nunca duerme

## Bombo clap (2002)
1. Bombo clap
2. Nada que hacer
3. La ciudad nunca duerme (remix)

## Violadores del verso / Haciendo lo nuestro (2006)
1. Vivir para contarlo
2. Haciendo lo nuestro
3. Haciendo lo nuestro (remix)
4. Haciendo lo nuestro (instrumental)
5. Haciendo lo nuestro (remmix instrumental)

## Vivir para contarlo (2006)
Troisième album de Violadores del Verso.
1. Filosofía y letras
2. Asómate
3. Pura droga sin cortar
4. Información planta calle
5. A las cosas por su nombre
6. Nada más
7. Rebel – Resistencia arrogante
8. Modestia aparte
9. Ocho líneas
10. Cantando
11. Alergia
12. Vivir para contarlo
13. No somos ciegos (avec Suizo)
14. Zombis
15. Dale tiempo al rumor

## Gira 06/07 – Presente (2007)
Album live de Violadores del Verso.
1. Presente
2. Ocho líneas – Xhelazz Remix
3. Presente (remix)
4. Filosofía y letras
5. Haciendo lo nuestro
6. Bombo clap - Modestia aparte a capella - Rap Solo Universidad - Mierda
7. Fuego camina conmigo (avec Elphomega)
8. Virtuosos - A solas con un ritmo Kase.O - Atrás
9. Nada que hacer
10. Javat y Kamel – Amberes – Reunión – Kieres (avec Kami)
11. Algo de jazz
12. Zombis
13. Vivir para contarlo
14. Nada más